# Arul Relem
Arul Relem is een bestuurslaag in het regentschap Aceh Tengah van de provincie Atjeh, Indonesië. Arul Relem telt 731 inwoners (volkstelling 2010).